# Amphithéâtre de Xanten
L'Amphithéâtre de Xanten se situe dans la colonie romaine Colonia Ulpia Traiana, dans la province romaine de Germanie (actuellement Xanten, à l'extrême ouest de l'Allemagne, en Rhénanie-du-Nord-Westphalie).
Il appartient aujourd'hui au parc archéologique de Xanten et est utilisé pour les festivals d'été.

## Voir aussi

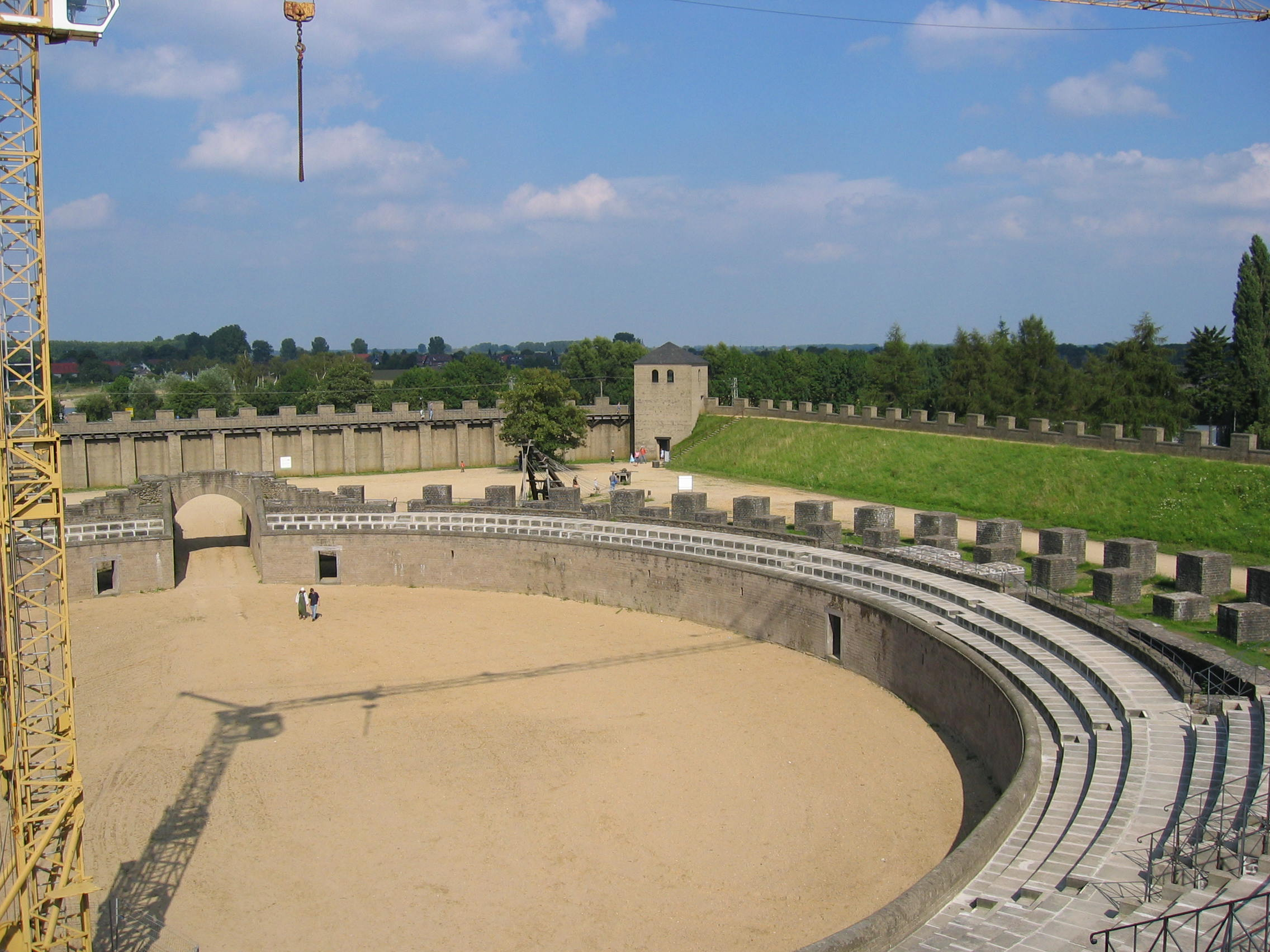
Réaménagement de l'intérieur de l'amphithéâtre
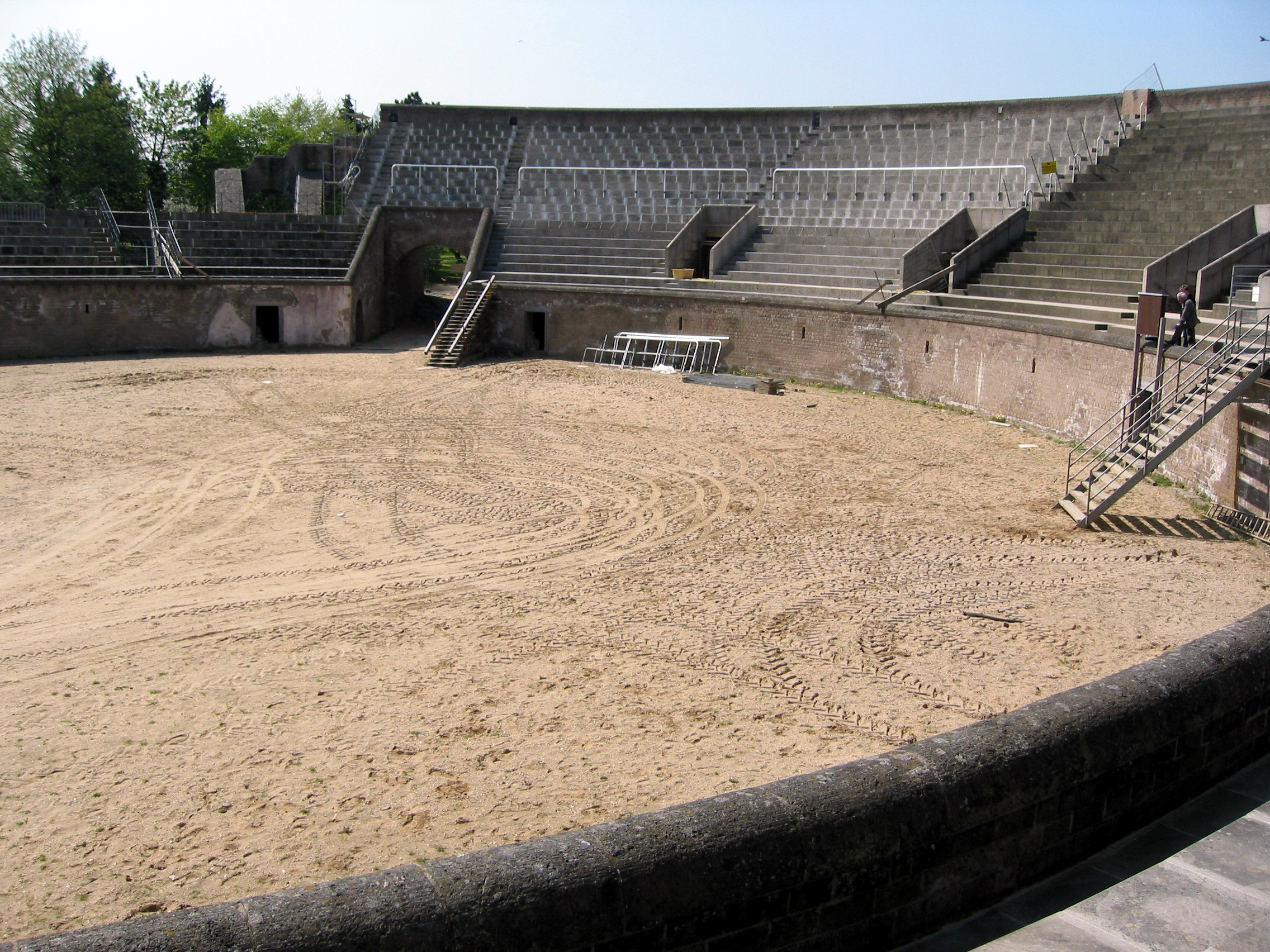
Vue intérieure